# Coise
Coise és un municipi francès situat al departament del Roine i a la regió d'Alvèrnia-Roine-Alps. L'any 2007 tenia 706 habitants.

## Demografia

### Població
El 2007 la població de fet de Coise era de 706 persones. Hi havia 253 famílies de les quals 58 eren unipersonals (31 homes vivint sols i 27 dones vivint soles), 66 parelles sense fills, 109 parelles amb fills i 20 famílies monoparentals amb fills.
La població ha evolucionat segons el següent gràfic:
Habitants censats

### Habitatges
El 2007 hi havia 295 habitatges, 265 eren l'habitatge principal de la família, 9 eren segones residències i 22 estaven desocupats. 261 eren cases i 34 eren apartaments. Dels 265 habitatges principals, 210 estaven ocupats pels seus propietaris, 51 estaven llogats i ocupats pels llogaters i 4 estaven cedits a títol gratuït; 2 tenien una cambra, 17 en tenien dues, 42 en tenien tres, 65 en tenien quatre i 140 en tenien cinc o més. 209 habitatges disposaven pel capbaix d'una plaça de pàrquing. A 112 habitatges hi havia un automòbil i a 142 n'hi havia dos o més.

### Piràmide de població
La piràmide de població per edats i sexe el 2009 era:
| Homes | Edats   | Dones |
| ----- | ------- | ----- |
| 0     | 95 o +  | 0     |
| 0     | 90 a 94 | 0     |
| 0     | 85 a 89 | 4     |
| 4     | 80 a 84 | 4     |
| 8     | 75 a 79 | 12    |
| 12    | 70 a 74 | 4     |
| 8     | 65 a 69 | 12    |
| 16    | 60 a 64 | 0     |
| 12    | 55 a 59 | 12    |
| 24    | 50 a 54 | 12    |
| 24    | 45 a 49 | 28    |
| 36    | 40 a 44 | 28    |
| 20    | 35 a 39 | 32    |
| 20    | 30 a 34 | 16    |
| 24    | 25 a 29 | 20    |
| 16    | 20 a 24 | 4     |
| 8     | 15 a 19 | 32    |
| 56    | 10 a 14 | 24    |
| 20    | 5 a 9   | 20    |
| 8     | 0 a 4   | 24    |

## Economia
El 2007 la població en edat de treballar era de 443 persones, 327 eren actives i 116 eren inactives. Les 327 persones actives estaven ocupades(178 homes i 149 dones).. De les 116 persones inactives 52 estaven jubilades, 29 estaven estudiant i 35 estaven classificades com a «altres inactius».

### Ingressos
El 2009 a Coise hi havia 274 unitats fiscals que integraven 760 persones, la mediana anual d'ingressos fiscals per persona era de 16.215 €.

### Activitats econòmiques
Dels 20 establiments que hi havia el 2007, 2 eren d'empreses de fabricació d'altres productes industrials, 4 d'empreses de construcció, 4 d'empreses de comerç i reparació d'automòbils, 1 d'una empresa de transport, 1 d'una empresa d'hostatgeria i restauració, 2 d'empreses d'informació i comunicació, 4 d'empreses de serveis i 2 d'empreses classificades com a «altres activitats de serveis».
Dels 5 establiments de servei als particulars que hi havia el 2009, 2 eren guixaires pintors, 2 fusteries i 1 perruqueria.
L'únic establiment comercial que hi havia el 2009 era una adrogueria.
L'any 2000 a Coise hi havia 37 explotacions agrícoles que ocupaven un total de 682 hectàrees.

## Equipaments sanitaris i escolars
El 2009 hi havia una escola elemental.

## Poblacions més properes
El següent diagrama mostra les poblacions més properes.